# Luyang, Fujian
Luyang (kinesiska: 芦洋) är en socken i sydöstra Kina. Den ligger på Pingtanön i Pingtan härad i provinshuvudstaden Fuzhou i provinsen Fujian, omkring 71 kilometer sydost om centrala Fuzhou. Antalet invånare är 3 786. Befolkningen består av 2 040 kvinnor och 1 746 män. Barn under 15 år utgör 18,0 %, vuxna 15-64 år 70 %, och äldre över 65 år 11,0 %.